# Vuoto di Taub-NUT
Il vuoto di Taub-NUT è una soluzione esatta per le equazioni di Einstein, un modello di universo  formulato nell'ambito della struttura della relatività generale, omogeneo ma anisotropico, basato su una soluzione pubblicata da Abraham Taub nel 1951.